# 添·舒活
泰摩菲·阿倫·"添"·舒活（英語：Timothy Alan "Tim" Sherwood，1969年2月6日—），英格蘭足球領隊，亦是前職業足球員，司職中場，曾經執教阿士東維拉。球員時期一直擔任中場，在1987年-2005年的職業生涯中，以任布力般流浪的隊長而最為人熟悉，他亦是1995年的英超冠軍隊成員。他亦效力過諾域治、熱刺、樸茨茅夫和高雲地利。在1999年曾三度代表國家隊上陣。
在1994年獲得英超亞軍後，布力般流浪時任的總教練曾考慮過從波爾多引進席丹和杜加利，但因老闆傑克·沃克說了一句: 「我們已經有薛爾伍德了，你幹嘛要簽席丹？」而作罷。
退休後，他在熱刺展開教練生涯，在熱刺擔任助教長達五年，在2013年曾短暫頂替被炒的波亞斯任半年看守領隊，2014年5月離職。
於2015年2月加入阿斯頓維拉成為主教練。2015-2016球季，開季成續強差人意，頭十場只得一勝，之後更得到六連敗，最終舒活在10月25日遭阿士東維拉解僱。

## 外部連結
- 足球数据库：添·舒活的球员统计数据
- Career information at ex-canaries.co.uk （页面存档备份，存于）